# Evangelische Kirche (Weimarschmieden)

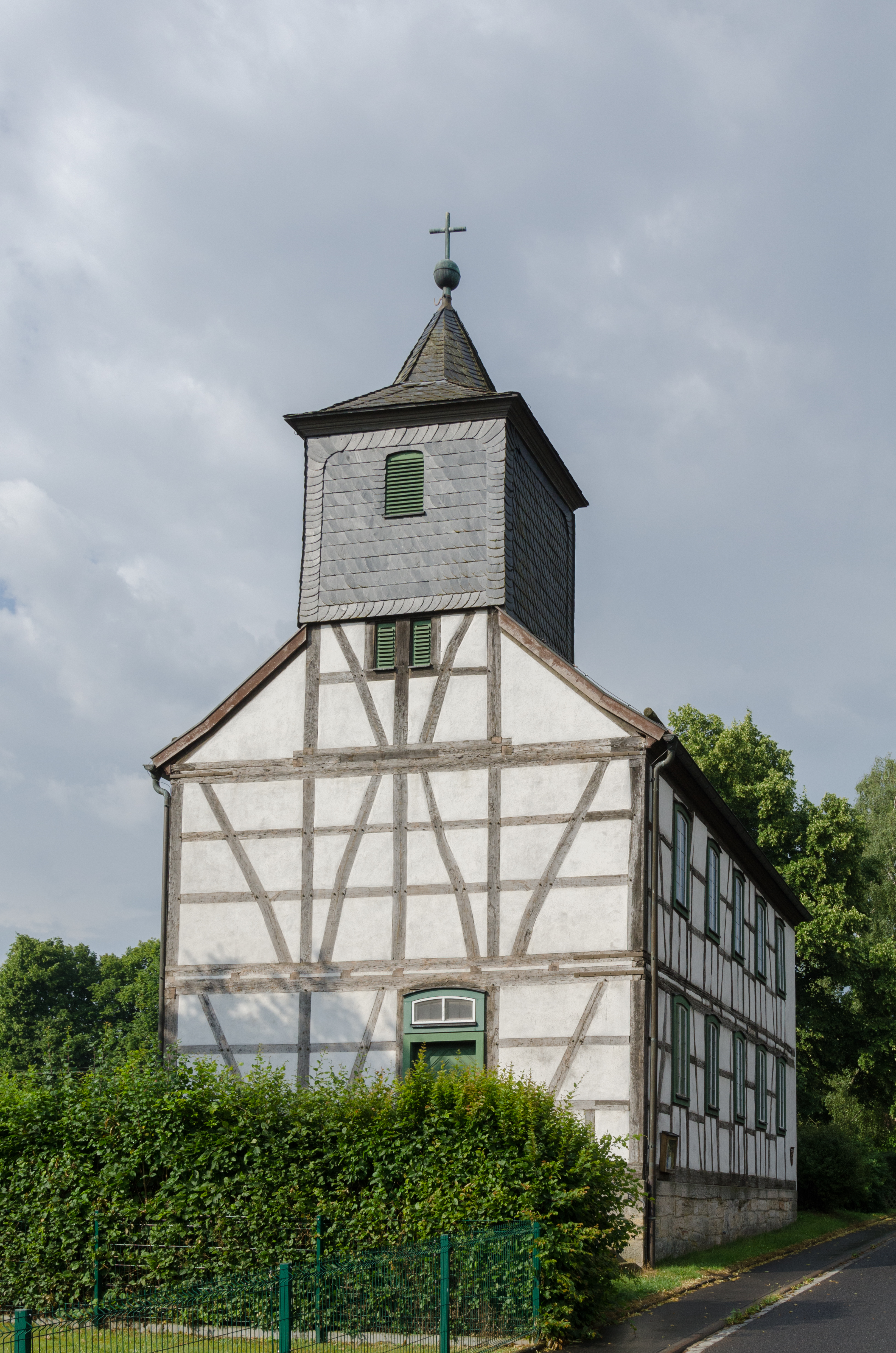
Die evangelische Kirche von Weimarschmieden.

Die Evangelische Kirche Weimarschmieden befindet sich in Weimarschmieden, einem Ortsteil von Fladungen im unterfränkischen Landkreis Rhön-Grabfeld in Bayern.
Die Kirche gehört zu den Baudenkmälern von Fladungen und ist unter der Nummer D-6-73-123-104 in der Bayerischen Denkmalliste registriert. Sie gehört zur Kirchengemeinde Fladungen im Dekanat Bad Neustadt an der Saale im Kirchenkreis Ansbach-Würzburg der Evangelisch-Lutherischen Kirche in Bayern.

## Geschichte
Amtmann Heinrich Christian Kaspar Thon, der Besitzer der einstigen Güter Vorderweimarschmiede und Hinterweimarschmiede, war der Bauherr der evangelischen Kirche von Weimarschmieden. Die Einweihung fand am 24. Oktober 1804 statt. Vorher fanden evangelische Gottesdienste in beiden Gutshöfen, die inzwischen zum Ort Weimarschmieden zusammengewachsen sind, getrennt statt.
Kurz nach ihrer Einweihung bekam die Kirche eine Glocke aus der katholischen Sebastianskapelle aus Nordheim vor der Rhön, die, wie der lokale Volksmund behauptet, „einen anderen Ton“ habe.
Auf der Turmseite steht über dem Eingang die Inschrift:

„Herr, ich habe lieb die Stätte deines Hauses und den Ort, da deine Ehre wohnt.“

Die Kirche wurde in Fachwerkbauweise errichtet und ist im Inneren in klassizistischen Stil eingerichtet. Über dem Altar befindet sich die Kanzel und auf der Empore darüber die Orgel aus dem Jahr 1859. Links und rechts befinden sich Stände der früheren Gutsherrschaft. Auf dem Taufstein befindet sich ein Deckel mit Kelch und Johannes dem Täufer.
In den Jahren 1950/51 fand eine umfangreiche Renovierung der Kirche statt. In diesem Zusammenhang fand ein Neueinbau der Fenster aus Antikglas mit Bleieinfassung statt.
Im Jahr 1953 wurde die Gefallenengedenkstätte im hinteren Teil der Kirche eingefügt. Darüber befindet sich ein Renaissance-Christuskorpus aus dem 17. Jahrhundert.